# Pachira liesneri
Pachira liesneri là một loài thực vật có hoa trong họ Cẩm quỳ. Loài này được (Steyerm.) W.S.Alverson mô tả khoa học đầu tiên năm 1994.